# 走るんや!
『走るんや！』は、1998年に出版された児童文学作品である。

## 概要
阪神・淡路大震災を被災した小学生の兄弟が、実際におこなった自転車日本一周による募金活動を描いた感動の物語。

## あらすじ
仮設住宅に住む老人から「お金が無いから仮設住宅で死ぬ」という言葉を聞いた弟は、お金を持ってくるという口約束をしてしまい、兄に相談する。そこで兄が考え出したアイデアは、お金のかからない自転車を使い、日本中のお金持ちから募金をもらうことだった…。